# オーストラリア国王

先代エリザベス2世、2009年撮影。オーストラリア勲章を佩用する

オーストラリア国王（オーストラリアこくおう、英語: King of Australia）またはオーストラリア女王（オーストラリアじょおう、英語: Queen of Australia）は、オーストラリアの国家元首たる君主である。イギリス国王が兼位する。
現在の君主は、チャールズ3世。

## 概要
象徴的な存在であり、実権はほとんど持たないが、総督の任免権（オーストラリア憲法第2条）、総督が君主の代理として裁可した法案についての否認権（同第59条）を有している。通常はオーストラリア総督がその職務を代行する。
チャールズ3世のオーストラリア国王としての正式な称号は、
Charles the Third, by the Grace of God King of Australia and His other Realms and Territories, Head of the Commonwealth
神の恩寵による、オーストラリアならびにその他の諸王国および諸領土の王、コモンウェルス首長、チャールズ3世
である。

## 共和制議論
オーストラリアでは共和制への移行を求める勢力が存在しており、政治問題となることもある。1999年に国民投票が実施されたが、この時には君主制存続という結果になった。

## 国王の一覧
| 代  | 国王（女王）               | 国王（女王） | 出身家                         | 在任期間                       | 在任期間     | 備考 |
| --- | -------------------------- | ------------ | ------------------------------ | ------------------------------ | ------------ | ---- |
| 001 | ヴィクトリア女王 Victoria  |              | ハノーヴァー家                 | 1901年1月1日 - 1901年1月22日   | 21日         |      |
| 002 | エドワード7世 Edward VII   |              | ザクセン＝コーブルク＝ゴータ家 | 1901年1月22日 - 1910年5月6日   | 9年 + 104日  |      |
| 003 | ジョージ5世 George V       |              | ザクセン＝コーブルク＝ゴータ家 | 1910年5月6日 - 1917年7月17日   | 25年 + 259日 |      |
| 003 | ジョージ5世 George V       | ウィンザー家 | 1917年7月17日 - 1936年1月20日  | 家名改称                       | 25年 + 259日 |      |
| 004 | エドワード8世 Edward VIII  |              | ウィンザー家                   | 1936年1月20日 - 1936年12月11日 | 326日        | 退位 |
| 005 | ジョージ6世 George VI      |              | ウィンザー家                   | 1936年12月11日 - 1952年2月6日  | 15年 + 57日  |      |
| 006 | エリザベス2世 Elizabeth II |              | ウィンザー家                   | 1952年2月6日 - 2022年9月8日    | 70年 + 214日 |      |
| 007 | チャールズ3世 Charles III  |              | ウィンザー家                   | 2022年9月8日 - （在位）        | 2年 + 209日  |      |